# Kužno znamenje
Kužno znamenje ali kužni steber je pomnik, postavljen najpogosteje v 17. stoletju, v zahvalo za konec kuge, ki je v tistih časih (oz. tudi več stoletij pred tem) občasno izbruhnila v Evropi in terjala življenja milijonov ljudi in domačih živali. Največkrat so znamenja posvečena svetemu Roku, pa tudi svetemu Boštjanu, sveti Rozaliji ali sveti Barbari.
Največkrat so jih preživeli postavljali na skupnih ali posamičnih grobovih kužnih mrličev nekje izven pokopališč in naselij. Taka znamenja so lahko zidana ali pa klesana iz kamna in pogosto še vedno na majhni zemeljski gomili ali groblji. Marsikje so pod njimi izkopali kosti za kugo umrlih in tamkaj pokopanih. Po funkciji so ta kužna znamenja pravzaprav nagrobniki, postavljeni v spomin na umrle še zato, da bi bila drugim prihranjena njihova usoda.

## Drugi pomeni
Precejšnje število znamenj pa so postavili v zahvalo za uslišane prošnje ob drugih boleznih, vojskah (turških vpadih na primer) ali drugih nesrečah (npr. če stoji ob križpotju, je pogosto postavljeno kot opravičilo nekoga, ki je v srednjem veku tam zagrešil umor) - votivni stebri. Zaradi nepoznavanja zgodovine se je pogosto tudi teh znamenj neupravičeno prijelo ime kužno. Do zamenjav prihaja, ker je za posamezno znamenje zgolj po njegovi obliki največkrat nemogoče povedati, zakaj je bilo postavljeno, saj se posamezne tipske skupine ne vežejo izključno z določenim namenom.
- Kužno znamenje na Glavnem trgu v Mariboru
- Steber s križem v spomin na kugi leta 1645 in 1646 v Bistrici ob Sotli
- Kužno znamenje na vzpetini Rifnik, Šentjur pri Celju